# Draize irritationstest
Draize irritationstest, eller kort och gott Draizetest, är ett medicinskt test som utformades 1944 av de amerikanska toxikologerna John H. Draize och Jacob M. Spines. vid den amerikanska livsmedels- och läkemedelsmyndigheten United States Food and Drug Administration (FDA). Det utvecklades ursprungligen för att testa kosmetika, där 0,5 ml eller 0,5 gram av testsubstansen applicerades på försöksdjurets öga eller hud under en tidsperiod, innan det sköljdes bort och effekterna studerades.
Försöksdjuren observeras i upp till 14 dagar efter exponeringen. Vid hudtester gäller det hudrodnader och ödem och vid ögontester rodnader, svullnad, sår, blödningar, grumlighet och blindhet. Testdjuren är vanligtvis albino kaniner, men även andra djur används, till exempel hundar.
Efter exponeringen avlivas försöksdjuren om skadorna blivit stora. Övriga försöksdjur ”återanvänds” efter en viloperiod som ska garantera att tidigare försök inte ska påverka det nya försöket.

## Kritiken mot testmetoden
Draizetesterna är kontroversiella. Resultatet varierar och kritiker kallar dem ovetenskapliga eftersom det finns skillnader mellan kaniners och människor ögon och utvärderingen är subjektiv. Testandet fortsätter emellertid eftersom Draizetestet anses vara det bästa som finns än så länge. Djurrättsorganisationer pekar också på den grymhet försken innebär för testdjuren. Forskning pågår för att hitta tillförlitligare testmetoder
På grund av kritiken har Draizetesterna minskat i omfattning och försöksdjuren exponeras för allt lägre doser av testämnena. Tillverkare av medicinska produkter följer dock den internationellt accepterade standarden, ISO 10993, som beskriver vilka tester för olika typer av produkter. Standarden förespråkar alltjämt Draize irritationstest, och ungefär 5 000 kaniner används årligen i sådana tester (2015).